# Entombed
Entombed este o formație de death metal din Suedia fondată în anul 1987 sub numele de Nihilist.

## Discografie
- Left Hand Path (1990)
- Clandestine (1991)
- Wolverine Blues (1993)
- DCLXVI: To Ride Shoot Straight and Speak the Truth (1997)
- Same Difference (1998)
- Uprising (2000)
- Morning Star (2001)
- Inferno (2003)
- Serpent Saints – The Ten Amendments (2007)